# Ренессанс «Диснея»
«Ренесса́нс „Дисне́я“» (англ. Disney Renaissance) — обозначение временного периода с 1989 по 1999 год, когда анимационная студия Уолта Диснея создала целый ряд критически и коммерчески успешных анимационных фильмов, основанных на известных историях. Предыдущая эпоха расцвета Disney пришлась на конец середины XX века, в так называемый золотой век американской мультипликации.
Выпущенные после 1989 года мультфильмы завоевали успех не только у американских зрителей, но и за рубежом. Они не только приносили гораздо большую прибыль, чем большинство других фильмов Диснея прошлых эпох, но и заложили тренд на создание мультфильма-блокбастера. Вскоре за создание похожих мультфильмов принялись другие студии, такие, как DreamWorks, Universal Pictures и 20th Century Fox.
Анимационные фильмы, выпущенные студией «Дисней» в этот период, включают в себя: «Русалочка» (1989), «Спасатели в Австралии» (1990), «Красавица и Чудовище» (1991), «Аладдин» (1992), «Король Лев» (1994), «Покахонтас» (1995), «Горбун Нотр-Дама» (1996), «Геркулес» (1997), «Мулан» (1998) и «Тарзан» (1999). С точки зрения ретроспективы, данные мультфильмы принято считать самыми известными образцами эпохи до-компьютерной анимации. В настоящее время «Принцесса и лягушка» (2009) считается самой современной студийной постановкой, которая соответствует традиционной анимации, сюжету и музыке фильмов эпохи Ренессанса Диснея.

## Мультфильмы

### Главная производственная команда
| Фильм                 | Режиссёр(ы)                    | Продюсер(ы)                              | Основан на                                           | Сценарист(ы)                                                                   | Автор(ы) сюжета |
| --------------------- | ------------------------------ | ---------------------------------------- | ---------------------------------------------------- | ------------------------------------------------------------------------------ | --- |
| Русалочка             | - Рон Клементс - Джон Маскер   | - Джон Маскер - Ховард Эшман             | - «Русалочка» - Ханса Кристиана Андерсена            | Рон Клементс, Джон Маскер                                                      | Рон Клементс, Джон Маскер |
| Спасатели в Австралии | - Хендел Бутой - Майк Гэбриел  | Томас Шумахер                            | «Спасатели» и «Мисс Бьянка» Марджери Шарп            | Джим Кокс, Кэри Киркпатрик, Байрон Симпсон, Джо Рэнфт                          | Джим Кокс, Кэри Киркпатрик, Байрон Симпсон, Джо Рэнфт |
| Красавица и Чудовище  | - Гари Труздейл - Кирк Уайз    | Дон Хан                                  | «Красавица и Чудовище» Жанны-Мари Лепренс де Бомон   | Линда Вулвертон                                                                | Роджер Аллерс, Бренда Чепмен, Крис Сандерс, Барни Мэттинсон, Кевин Харки, Брайан Пиментал, Брюс Вудсайд, Джо Рэнфт, Том Эллери, Келли Эсбери, Роберт Ленс |
| Аладдин               | - Джон Маскер - Рон Клементс   | - Джон Маскер - Рон Клементс             | «Аладдин и волшебная лампа» из «Тысячи и одной ночи» | - Рон Клементс - Джон Маскер - Тед Эллиот - Терри Россио                       | Барни Мэттинсон, Роджер Аллерс, Даан Жиппес, Кевин Харки, Сью К. Николс, Френсис Глебас, Даррел Руни, Ларри Лекер, Джеймс Фудзий, Кирк Хэнсон, Кевин Лима, Ребекка Риис, Дэвид С. Смит, Крис Сандерс, Брайан Пиментал, Патрик А. Вентура                                                                |
| Король Лев            | - Роджер Аллерс - Роб Минкофф  | Дон Хан                                  | Гамлет Уильяма Шекспира                              | - Ирен Меччи - Джонатан Робертс - Линда Вулвертон                              | Бренда Чепмен, Бэрри Джонсон, Энди Гэскилл, Кевин Харки, Том Сайто, Рик Маки, Барни Мэттинсон, Лорна Кук, Гари Труздейл, Йорген Клюбен, Ларри Лекер, Эд Гомберт, Марк Кауслер, Том Энрикез, Джим Капобьянко, Крис Сандерс, Джо Рэнфт, Френсис Глебас                                                    |
| Покахонтас            | - Майк Гэбриел - Эрик Голдберг | Джим Пентекост                           | Покахонтас                                           | - Карл Биндер - Сюзанна Грант - Филип ЛаЗебник                                 | Глен Кин, Джо Грант, Ральф Зондаг, Барни Мэттинсон, Эд Гомберт, Каан Кэлион, Френсис Глебас, Роберт Гиббс, Брюс Моррис, Тодд Куросава, Дункан Майорибэнкс, Крис Бак |
| Горбун из Нотр-Дама   | - Гари Труздейл - Кирк Уайз    | Дон Хан                                  | «Собор Парижской Богоматери» Виктора Гюго            | Тэб Мёрфи, Ирен Меччи, Боб Цудикер, Нони Уайт, Джонатан Робертс                | Тэб Мёрфи |
| Геркулес              | - Рон Клементс - Джон Маскер   | - Элис Дьюи - Рон Клементс - Джон Маскер | Геракл                                               | Рон Клементс, Джон Маскер, Дон МакИнери, Боб Шоу, Ирен Меччи                   | Каан Кэлион, Келли Уайтман, Рэнди Картрайт, Джон Рамирез, Джефф Сноу, Вэнс Джерри, Кирк Хэнсон, Френсис Глебас, Марк Кеннеди, Брюс М. Моррис, Дон Догерти, Том Энрикез |
| Мулан                 | - Бэрри Кук - Тони Бэнкрофт    | Пэм Коутс                                | «Песнь о Мулань» Го Маоцяня                          | Рита Сяо, Филип ЛаЗебник, Крис Сандерс, Евгения Боствик-Сингер, Рэймонд Сингер | Роберт Д. Сан Суси |
| Тарзан                | - Кевин Лима - Крис Бак        | Бонни Арнольд                            | «Тарзан. Приёмыш обезьяны» Эдгара Райса Берроуза     | - Тэб Мёрфи - Боб Цудикер - Нони Уайт                                          | Стивен Андерсон, Марк Д. Кеннеди, Кэрол Холлидэй, Гаэтан Брицци, Пол Брицци, Дон Догерти, Эд Гомберт, Рэнди Хэйкок, Дон Холл, Кевин Л. Харки, Глен Кин, Барни Мэттинсон, Фрэнк Ниссен, Джон Нортон, Джефф Сноу, Майкл Суррей, Кристофер Дж. Юр, Марк Уолтон, Стиви Вермерс, Келли Уайтман, Джон Рамирез |

### Дополнительная производственная команда
| Фильм                 | Композитор(ы)                                       | Художник(и)- постановщик(и)       | Монтажёр(ы)                       | Автор(ы) песен | Автор(ы) песен            |
| Фильм                 | Композитор(ы)                                       | Художник(и)- постановщик(и)       | Монтажёр(ы)                       | Музыка         | Слова                     |
| --------------------- | --------------------------------------------------- | --------------------------------- | --------------------------------- | -------------- | ------------------------- |
| Русалочка             | Алан Менкен                                         | Ларри Лекер                       | Марк Хестер                       | Алан Менкен    | Ховард Эшман              |
| Спасатели в Австралии | Брюс Бротон                                         | Пиксоут Хант                      | Майкл Келли                       | N/A            | N/A                       |
| Красавица и Чудовище  | Алан Менкен                                         | Брайан МакЭнти                    | Джон Карнокен                     | Алан Менкен    | Ховард Эшман              |
| Аладдин               | Алан Менкен                                         | Ричард Вандер Венде               | - Марк А. Хестер - Х. Ли Питерсон | Алан Менкен    | - Ховард Эшман - Тим Райс |
| Король Лев            | Ханс Циммер Ник Гленни-Смит (дополнительная музыка) | Крис Сандерс                      | Иван Биланкио                     | Элтон Джон     | Тим Райс                  |
| Покахонтас            | Алан Менкен                                         | Майкл Джиаймо                     | Х. Ли Питерсон                    | Алан Менкен    | Стивен Шварц              |
| Горбун из Нотр-Дама   | Алан Менкен                                         | Дэвид Гетц                        | Эллен Кенеши                      | Алан Менкен    | Стивен Шварц              |
| Геркулес              | Алан Менкен                                         | Джеральд Скарф                    | Том Финен                         | Алан Менкен    | Дэвид Зиппель             |
| Мулан                 | Джерри Голдсмит                                     | Ханс Бахер                        | Майкл Келли                       | Мэттью Уайлдер | Дэвид Зиппель             |
| Тарзан                | Марк Манчина                                        | - Дэниэль Ст. Пьер - Пиксоут Хант | Грегори Перлер                    | Фил Коллинз    | Фил Коллинз               |

## История

### Предпосылки
После смерти Уолта и Роя Оливера Диснея (в 1966 и 1971 годах), их студии были переданы Донну Татуму, Карду Уолкеру и Рону Миллеру. Фильмы, выпущенные в течение восемнадцати лет после смены предыдущего руководства не были такими же коммерчески успешными, как их предшественники. За данный период были выпущены такие картины, как «Робин Гуд», «Коты Аристократы» и «Спасатели». Поколение старых аниматоров заменялись молодыми и талантливыми выпускниками, которые предлагали в будущих проектах смелые идеи, которые однако всегда отвергались консервативным начальством Disney. Внутри студии назревали споры и противоречия, молодые аниматоры либо добровольно покидали студию, или же их увольняли за продвижение слишком «авангардных» идей, например Тим Бёртона, будущего «отца» готической мультипликации и Джона Лассетера, одного из основателей студии Pixar. Однако наибольшее потрясение студия пережила вместе с уходом главного аниматора — Дона Блута во время производства мультфильма «Лис и пёс». Блут основал собственную конкурирующую студию, Don Bluth Productions, забрав с собой одиннадцать других аниматоров Disney. «Don Bluth Productions» начала свой выпуск ряда коммерчески успешных мультфильмов с применением фирменного стиля Disney, но и с привлечением более актуальных и смелых тем. Например вышедший в 1982 году мультфильм «Секрет крыс», в котором использовался ранее отвергнутый студией Disney сюжет за его излишнею мрачность. В конце 1980-х и начале 1990-х компания стала главным конкурентом Disney в индустрии анимации.
В 1980-х годах Disney, понимая, что отстаёт от изменяющейся индустрии мультипликации, решила провести серьёзные организационные изменения внутри компании и едва избежала попытки поглощения со стороны компании Saul Steinberg. Майкл Эйснер, ранее работавший в Paramount Pictures, стал генеральным директором в 1984 году и к нему присоединился его партнер по Paramount — Джеффри Катценберг, в то время как Фрэнк Уэллс, ранее работавший в Warner Bros., стал президентом. В 1985 году, чтобы освободить место для кинопроизводства с участием живых актёров, старый отдел анимации Disney в Бербанке был перенесён в ангары, склады и трейлеры примерно на расстоянии в две мили от близлежащего города Глендейл. Следующие десять лет там создавались новые мультфильмы. Фактически все мультфильмы эпохи Disney Renaissance создавались в индустриальном парке Глендейла в Grand Central Business Centre.
После кассового провала мультфильма 1985 года с рейтингом PG «Черный котел» будущее анимационного отдела Disney оказалось под угрозой. В какой то момент, Disney получала большие прибыли от телевизионных продуктов и тематических парках. Вопреки тридцатилетней политике студии, компания основала подразделение телевизионной анимации (ныне Disney Television Animation), которое выпускало такие шоу, как «Утиные истории». В какой то момент, чуть не было принято решение перебросить свои силы на создание мультсериалов. Рой Эдвард Дисней убедил Эйснера позволить ему контролировать отдел анимации полнометражных мультфильмов в надежде улучшить его состояние.
В 1986 году Дисней выпустил мультфильмы «Великий мышиный сыщик», а Дон Блут выпустил мультфильм «Американский хвост», который в свою очередь превзошёл «Мышиного сыщика» в кассовых сборах Несмотря это, «Мышиный сыщик» также стал успешным в вопросе кассовых сборов и критических отзывов. Это было достаточным для того, чтобы руководство Disney удостоверилось в целесообразности дальнейшего финансирования анимационного подразделения. Два года спустя, мультфильм «Оливер и компания» успешно превзошёл кассовые сборы мультфильма Universal Pictures — «Земля до начала времён». Студии удалось привлечь массовый интерес кинозрителей к рисованной мультипликации.
В 1988 году компания Дисней вступила в сотрудничество со Стивеном Спилбергом, давним поклонником анимации и продюсером «Американского хвоста» и «Земли до начала времён», чтобы создать фильм «Кто подставил кролика Роджера», совмещающий в себе игру живых актёров и рисованную анимацию в виде известных персонажей из 1930-х и 1940-х годов. Фильм ждал критический и коммерческий успех: а также премии Оскар за технические достижения и возрождение интереса к театральным мультфильмам. Помимо самого фильма, Спилберг также помог Диснею создать короткометражные серии о кролике Роджере. К 1988 году, фильму производства Disney удаётся занять первое место по кассовым сборам, а «Кролик Роджер» стал хитом лета.

### 1989—1999: Эпоха Ренессанса
Disney работала над сюжетом «Русалочки» ещё с 1930-х годов и к 1988 году, после успеха «Кролика Роджера», студия решила создать анимационный мюзикл, очень похожий на многие из своих предыдущих анимационных фильмов, но с большим влиянием эстетики бродвейского театра. Автором текста песен и продюсером фильма выступил Ховард Эшман, а композитором — Алан Менкен. Они оба работали много лет на Бродвее, над такими постановками, как например «Магазинчик ужасов». Эшман и Менкен занялись производством, написанием и составлением песен и партитуры для мультфильма. Мультфильм вышел 14 ноября 1989 года и его ждал критический и коммерческий успех. «Русалочка» своим успехом затмила другой мультфильм Дона Блута — «Все псы попадают в рай», вышедший в тот же уик-энд. В конечном счёте «Русалочка» побила рекорд «Земли до начала времён», став самым кассовым мультфильмом в истории и заложив новый стандарт мультфильма на многие годы вперёд. Мультфильм получил две премии «Оскар» за лучшую оригинальную песню («Under the Sea») и за лучшую музыку к фильму, а также получил дополнительную номинацию за лучшую оригинальную песню «Kiss the Girl».
Годом позже была выпущена вторая часть «Спасателей в Австралии», что стало самым первым продолжением созданным Walt Disney Animation Studios. Фильм получил в основном положительные отзывы, но стал далеко не таким успешным, как «Русалочка».
В 1991 году на киноэкраны вышел мультфильм «Красавица и Чудовище». Это был первый анимационный фильм, номинированный на премию Оскар за лучший фильм, и остается единственным анимационным фильмом, номинированным на премию «Лучший фильм», когда в этой категории было всего пять работ (1944—2008). «Красавица и Чудовище» получила премию «Золотой глобус» за лучший фильм (в музыкальном или комедийном исполнении) и две премии «Оскар» за лучшую музыку к фильму и лучшую оригинальную песню («Beauty and the Beast»). Мультфильм также получил номинацию Оскар за лучший звук, а также две дополнительные номинации за лучшую оригинальную песню «Belle» и «Be Our Guest».
В 1992 и 1994 годах вышли мультфильмы «Аладдин» и «Король Лев». Они оба побили рекорды по кассовым сборам. «Аладдин» стал самым кассовым анимационным фильмом в истории, но вскоре уступил место ещё более кассовому «Королю Льву», который по сей день остаётся самым кассовым в истории мультфильмом с традиционной, рисованной анимацией. Оба мультфильма были удостоены премии Оскар за лучшую оригинальную песню «A Whole New World» и «Can You Feel the Love Tonight» и лучшую музыку к фильму. «Аладдин» также получил дополнительную номинацию Оскар за лучшую оригинальную песню «Friend Like Me», номинации за лучший звук и лучший звуковой монтаж, в общей сложности пять номинаций. «Король Лев» получил две дополнительные номинации на премию Оскар за лучшую оригинальную песню «Circle of Life» и «Акуна матата» и имеет всего четыре номинации. Ховард Эшман написал несколько песен для «Аладдина» до своей смерти, но только три из них были использованы в фильме. В конечном итоге, к проекту присоединился Тим Райс, он дописал все партитуры и песни с участием Алана Менкена. Позже Райс продолжал сотрудничать с Элтоном Джоном и Хансом Циммером при создании мультфильма «Король Лев» после того, как музыкальная группа ABBA отклонила предложение написать песни для фильма. Между двумя собственными постановками, Дисней занимался разработкой новых методов анимации и продюсировал «Кошмар перед Рождеством» (1993) с бывшим аниматором студии Disney Тимом Бертоном.
Благодаря успеху первых фильмов эпохи Ренессанса, руководство Disney смогло собрать достаточно денежных средств, чтобы забрать своих аниматоров из индустриального парка в Глендейле и построить собственную крупную анимационную студию. Здание площадью 240 000 квадратных футов, спроектированное Робертом Стерном, открылось через дорогу от главной улицы Диснея в Бербанке 16 декабря 1994 года.
Выходы коммерчески успешных мультфильмов также совпадали с выпуском многочисленных сиквелов, отличающихся своим более низким качеством и простым сюжетом, характерный пример «Возвращение Джафара» или «Король Лев 2», такие мультфильмы выходили сразу на кассетах и также приносили солидные доходы компании Disney.
В 1995 году Disney заключил партнерское соглашение со студией Pixar для создания «Истории Игрушек», первого в истории полнометражного мультфильма, созданного с применением компьютерной графики.

### Начало спада, 1994 год
В октябре 1994 года студия Disney уволила главу анимационного подразделения Джеффри Катценберга за явные разногласия с руководством Disney касательно будущих проектов. Катценберг хотел экспериментировать с новыми жанрами и компьютерной анимацией, руководство Disney же настаивало на конвейерном выпуске мультфильмов формата «приключенческая комедия с элементами бродвейского мюзикла». Катценберг основал студию DreamWorks, а его новые мультфильмы стали представлять серьёзную конкуренцию студии Disney. Обе компании инициировали «зарплатную войну» и начали щедро оплачивать работу своих аниматоров, чтобы они не перешли работать в студию-конкурента.
Именно в этот период Disney начал сталкиваться с серьёзными прибыльными спадами. Следующий анимационный фильм «Покахонтас» 1995 года встретил смешанные отзывы критиков, хотя по прежнему его ждал кассовый успех и сборы в размере 346 миллионов долларов по всему миру и получение двух премий «Оскар» за лучшее музыкальное сопровождение и лучшую оригинальную песню («Colors of the Wind»). В следующем году вышел мультфильм «Горбун из Нотр-Дама» — первый анимационный фильм Диснея, снятый с привлечением средства более 100 миллионов долларов. Он получил признание критиков, но более сдержанные кассовые сборы в размере 325 миллионов долларов. В обоих фильмах присутствует композитор (в настоящее время выступающий в качестве автора текстов для музыки Менкена) Стивен Шварц. В 1997 году вышел мультфильм «Геркулес», хотя он получил признание критиков, он заработал 252 миллиона долларов, что на 73 миллиона долларов меньше, чем «Горбун из Нотр-Дама». В качестве возможных причин указывалось на то, что формат выпускаемых мультфильмов был слишком схожим, и постепенно у зрителей к ним спал интерес. Новостные СМИ начали спекулировать, что это начало кризиса для студии Disney, которую также начали постепенно душить конкуренты в лице студий DreamWorks и Pixar, также повторяющих формулу успеха студии Микки Мауса. Руководство Disney в итоге решило нанять новый коллектив новых исполнительных продюсеров. Во всех трех мультфильмах использованы песни Алана Менкена.
Следующий фильм Диснея «Мулан» с участием композитора Джерри Голдсмита и песнями Мэттью Уайлдера и Дэвида Зиппеля вышел в 1998 году, а его кассовые сборы составили 304 миллиона долларов по всему миру. «Мулан» сумела восстановить коммерческий и критический статус продукции Диснея.
С песнями Фила Коллинза, «Тарзан» выиграл премию Оскар за лучшую оригинальную песню «You'll Be in My Heart» и стал самым коммерчески успешным фильмом Диснея после «Короля-льва», заработав 448 миллионов долларов в прокате и получив признание критиков. «Тарзан» также стал самым дорогим анимационным мультфильмом стоимостью в 130 миллионов долларов, большая часть которой пошла была применена для новых технологий при создании трёхмерной фоновой живописи, известной, как «Глубокий холст». Это был также первый мультфильм с начала эпохи Ренессанса, созданный полностью в новой студии Disney, расположенной в Бербанке; все остальные фильмы были сделаны полностью в Глендейле или их производство было завершено в Бербанке.
Наконец, «Фантазию 2000» наряду с «Тарзаном» можно считать последними фильмами возрождения студии Disney. Хотя успех «Фантазии» не превзошел успех остальных анимационных фильмов Диснея 1990-х годов по кассовым сборам и критическим отзывам, он всё же выделялся тем, что был последним фильмом, который следует художественному образцу, как музыкальному, так и имиджевому, анимационных полнометражных фильмов «золотого века» Диснея. Фактически, этот фильм — постановка, посвященная 59-й годовщине (1999 г.) и 60-летию (2000 г.) фильма 1940 года «Фантазия», третьего классического произведения Уолта Диснея. «Фантазия 2000» собрала 90 миллионов долларов в мировом прокате и выиграла три премии Annie Awards.

### Новый упадок и дальнейшие события
Хотя Disney и после 2000 года продолжала выпускать мультфильмы с применением рисованной анимации, ни один из них не сумел добиться таких кассовых успехов, как мультфильмы из 90-х годов или же наоборот. Другие проекты, такие как, например, «Похождения императора», «Атлантида: Затерянный мир», «Братец медвежонок», «Планета сокровищ» и «Не бей копытом», едва ли своими сборами окупали свой бюджет. На этом фоне относительно успешным оказался мультфильм «Лило и Стич». В то же время другие студии, такие как DreamWorks, уже стали выпускать мультфильмы с компьютерной анимацией, чьи кассовые сборы во много раз превышали их бюджет. Тогда Disney решил, что работа над рисованной мультипликацией стала убыточной и нецелесообразной. Его предпоследним рисованным проектом стала «Принцесса и лягушка» 2009 года, завоевавшая признание критиков и солидные кассовые сборы. Это мультфильм стал одновременно началом новой эпохи возрождения диснеевской мультипликации в 2010-х годах, но уже компьютерной. Завершающим штрихом в истории рисованной мультипликации Disney стал мультфильм «Медвежонок Винни и его друзья».

### 1985—1997: успех телевизионной анимации
Достигнув успеха в анимационных кинофильмах, Disney также добился больших успехов в создании анимационных сериалов в этот же период. Вопросы о создании анимационного подразделения, работающего над сериалами велись на протяжении 30 лет до начала эпохи ренессанса, но встречали сопротивление со стороны тогдашнего руководства. Однако ситуация изменилась после вступления в команду руководителей Майкла Эйснера, имеющего опыт над работой телевизионной анимации. Первые телевизионные мультфильмы от имени Диснея назывались «The Wuzzles» (CBS) и «Приключения мишек Гамми» (NBC). Премьера обоих сериалов состоялась осенью 1985 года. В отличие от стандартного мультипликационного сериала того времени, производственный бюджет данных двух сериалов был значительно выше, что позволяло оплатить качественную анимацию и сценарий. «The Wuzzles» продержался лишь один сезон, а «Мишки Гамми» же ждал больший успех у детской аудитории и сериал был продлён на шесть сезонов.
В 1987 году студия телевизионной анимации экранизировала комиксы Карла Баркса о Скрудже МакДаке, выпустив крайне успешный сериал «Утиные истории». На волне успеха сериала в 1990 году был выпущен полнометражный мультфильм к сериалу «Утиные истории: Заветная лампа». А другие студии начали вкладывать большие инвестиционные средства в свои анимационные сериалы. Вскоре свет увидели другие хитовые сериалы, как «Чип и Дейл спешат на помощь» (1989—1991), «Чудеса на виражах» (1990—1991), «Чёрный Плащ» (1991—1993), «Гуфи и его команда» (1992—1994), «Чокнутый» (1993—1994) а также ориентированный на более взрослую аудиторию и признанный критиками сериал «Гаргульи» (1994—1997).

## Восприятие

### Критические отзывы
Большинство фильмов Диснея, выпущенных в эпоху возрождения, были тепло приняты критиками. Так, по данным сайта-агрегатора Rotten Tomatoes у мультфильмов «Русалочка», «Красавица и Чудовище», «Аладдин» и «Король Лев» доля положительных отзывов составила выше 90%, и среди критиков их принято называть «великой четвёркой». В то же время, доля положительных отзывов на «Покахонтас» составила лишь 55%.
| Мультфильм              | Режиссёры                   | Rotten Tomatoes                            | Metacritic      | CinemaScore |
| ----------------------- | --------------------------- | ------------------------------------------ | --------------- | ----------- |
| «Русалочка»             | Рон Клементс Джон Маскер    | 93 % (8.1/10 средняя оценка) (69 обзоров)  | 88 (24 reviews) | н/д         |
| «Спасатели в Австралии» | Хендель Бутой Майк Габриэль | 69 % (6.2/10 средняя оценка) (26 обзоров)  | 70 (19 обзоров) | н/д         |
| «Красавица и Чудовище»  | Труздейл Гари Кирк Уайз     | 94 % (8.5/10 средняя оценка) (115 обзоров) | 95 (22 обзора)  | A+          |
| «Аладдин»               | Рон Клементс Джон Маскер    | 95 % (8.1/10 средняя оценка) (73 обзора)   | 86 (25 обзоров) | A+          |
| «Король Лев»            | Роджер Аллерс Роб Минкофф   | 93 % (8.4/10 средняя оценка) (128 обзоров) | 88 (30 обзоров) | A+          |
| «Покахонтас»            | Майк Габриэль Эрик Голдберг | 55 % (6/10 средняя оценка) (56 обзоров)    | 58 (23 обзора)  | A−          |
| «Горбун из Нотр-Дама»   | Труздейл Гари Кирк Уайз     | 71 % (7.1/10 средняя оценка) (56 обзоров)  | 74 (28 обзоров) | A           |
| «Геркулес»              | Рон Клементс Джон Маскер    | 84 % (7/10 средняя оценка) (55 обзоров)    | 74 (22 обзора)  | A           |
| «Мулан»                 | Барри Кук Тони Бэнкрофт     | 86 % (7.5/10 средняя оценка) (74 обзоров)  | 71 (24 обзоров) | A+          |
| «Тарзан»                | Кевин Лима Крис Бак         | 89 % (7.6/10 средняя оценка) (105 обзоров) | 79 (27 обзоров) | A           |

### Кассовые сборы
| Мультфильм              | Дата выхода    | Сборы          | Сборы          | Сборы          | Рейтинг #                               | Рейтинг # | Рейтинг #                                | Бюджет       | Пр.    |
| Мультфильм              | Дата выхода    | США            | За границей    | Мир            | По кассовым сборам за всю историю в США | (A)       | По кассовым сборам за всю историю в Мире | Бюджет       | Пр.    |
| ----------------------- | -------------- | -------------- | -------------- | -------------- | --------------------------------------- | --------- | ---------------------------------------- | ------------ | ------ |
| «Русалочка»             | 17 ноября 1989 | $111,543,479   | $99,800,000    | $211,343,479   | 585                                     | 585       | 705                                      | $40,000,000  | [ 54 ] |
| «Спасатели в Австралии» | 16 ноября 1990 | $27,931,461    | $19,468,539    | $47,400,000    | 2,757                                   | 2757      | 2757                                     | $27,000,000  | [ 55 ] |
| «Красавица и Чудовище»  | 22 ноября 1991 | $218,967,620   | $224,033,956   | $443,001,576   | 158                                     | 134       | 251                                      | $25,000,000  | [ 56 ] |
| «Аладдин»               | 25 ноября 1992 | $217,350,219   | $286,700,000   | $504,050,219   | 164                                     | 101       | 139                                      | $28,000,000  | [ 57 ] |
| «Король Лев»            | 24 июня 1994   | $422,783,777   | $545,700,000   | $968,483,777   | 22                                      | 19        | 39                                       | $45,000,000  | [ 58 ] |
| «Покахонтас»            | 23 июня 1995   | $141,579,773   | $204,500,000   | $346,079,773   | 381                                     | 381       | 363                                      | $55,000,000  | [ 59 ] |
| «Горбун из Нотр-Дама»   | 21 июня 1996   | $100,138,851   | $225,200,000   | $325,338,851   | 623                                     | 623       | 314                                      | $100,000,000 | [ 60 ] |
| «Геркулес»              | 27 июня 1997   | $100,112,101   | $153,600,000   | $253,712,101   | 629                                     | 629       | 450                                      | $80,000,000  | [ 61 ] |
| «Мулан»                 | 19 июня 1998   | $120,620,254   | $183,700,000   | $304,320,254   | 444                                     | 444       | 347                                      | $90,000,000  | [ 62 ] |
| «Тарзан»                | 18 июня 1999   | $171,091,819   | $277,100,000   | $448,191,819   | 228                                     | 228       | 179                                      | $130,000,000 | [ 63 ] |
| Всего                   | Всего          | $1 460 027 535 | $1 924 668 539 | $3 384 696 074 | н/д                                     | н/д       | н/д                                      | $635,931,000 | н/д    |

## Влияние на другие студии
Успех мультфильмов студии Disney привлек внимание многих других анимационных студий и киностудий. Крупные киностудии поспешили создать свои новые анимационные подразделения, такие как Fox Animation Studios и Warner Bros. Animation в попытке повторить успех Disney и создавая свои анимационные мюзиклы в стиле Disney. Тем не менее, большинство таких попыток встретились с негативными отзывами критиков и плохими результатами кассовых сборов, среди которых например «Дюймовочка», «В поисках Камелота» и «Тролль в Центральном парке». С другой стороны, некоторые мультфильмы сумели завоевать большие кассовые сборы и признание, приближаясь к мультфильмам Диснея, например «Принцесса-лебедь» (Columbia Pictures), «Анастасия» (20th Century Fox) и «Принц Египта» (DreamWorks Animation).
В 1990-е многие компании, специализирующиеся на выпуске фильмов на видео, занимались производством мультфильмов с похожими названиями работ Диснея.
Одной из таких компаний являлась GoodTimes Entertainment, распространявшая под схожими названиями мультфильмы студии Jetlag Productions и Golden Films. Это побудило The Walt Disney Company подать в суд на данную компанию, однако проигрывала, поскольку мультфильмы были сняты по мотивам произведений, находящихся в общественном достоянии, но в то же время побудила студию GoodTimes Entertainment строго маркировать мультфильмы..
Печально известной является немецкая анимационная студия Dingo Pictures. Данная студия специализировалась на производстве мультфильмов, копирующих работы не только Disney, но и DreamWorks, и Pixar. Как правило, эти мультфильмы отличались плохой анимацией, копированием персонажей из известных мультфильмов, некачественной озвучкой и дубляжом, а также тем, что мультфильмы выпускались на PlayStation и PlayStation 2.

## Награды
Девять из десяти фильмов эпохи Ренессанс «Диснея» были номинированы на премию Оскар, в первую очередь «Красавица и Чудовище», ставший первым анимационным фильмом, когда-либо номинировавшегося на премию Оскар за «лучший фильм», шесть остальных картин получили по крайней мере одну премию «Оскар» (за «лучшую песню») и восемь картин были номинированы на премию Энни, причем семь из них выиграли как минимум один раз:
| Год  | Фильм                | Премия «Оскар» | Премия «Оскар» | Премия «Энни» | Премия «Энни» |
| Год  | Фильм                | Номинация(и)   | Победа(ы)      | Номинация(и)  | Победа(ы)     |
| ---- | -------------------- | -------------- | -------------- | ------------- | ------------- |
| 1989 | Русалочка            | 3              | 2              | 0             | 0             |
| 1991 | Красавица и Чудовище | 6              | 2              | 2             | 2             |
| 1992 | Аладдин              | 5              | 2              | 3             | 1             |
| 1994 | Король Лев           | 4              | 2              | 3             | 3             |
| 1995 | Покахонтас           | 2              | 2              | 7             | 4             |
| 1996 | Горбун из Нотр-Дама  | 1              | 0              | 13            | 0             |
| 1997 | Геркулес             | 1              | 0              | 6             | 4             |
| 1998 | Мулан                | 1              | 0              | 12            | 10            |
| 1999 | Тарзан               | 1              | 1              | 11            | 1             |

## Музыка

### Саундтреки
Все саундтреки изначально были выпущены на лейбле Walt Disney Records в формате компакт-диска и кассеты.
| Название                                                                                | Дата выпуска    | Высшие позиции в чарте | Высшие позиции в чарте | Высшие позиции в чарте | Высшие позиции в чарте | Высшие позиции в чарте | Высшие позиции в чарте | Высшие позиции в чарте | Высшие позиции в чарте | Высшие позиции в чарте | Высшие позиции в чарте | Сертификаты   | Сертификаты   |
| Название                                                                                | Дата выпуска    | US                     | AUS                    | AUT                    | BEL (Vl)               | BEL (Wa)               | FRA                    | GER                    | NL                     | NZ                     | SWI                    | RIAA          | MC            |
| --------------------------------------------------------------------------------------- | --------------- | ---------------------- | ---------------------- | ---------------------- | ---------------------- | ---------------------- | ---------------------- | ---------------------- | ---------------------- | ---------------------- | ---------------------- | ------------- | ------------- |
| Русалочка                                                                               | 19 октября 1989 | 32                     | —                      | —                      | —                      | —                      | —                      | —                      | —                      | —                      | 25                     | 6× Платиновый | 3× Платиновый |
| Красавица и Чудовище                                                                    | 24 октября 1991 | 19                     | 18                     | —                      | —                      | —                      | —                      | —                      | 25                     | 21                     | —                      | 3× Платиновый | Платиновый    |
| Аладдин                                                                                 | 27 октября 1992 | 6                      | 15                     | —                      | —                      | —                      | —                      | 71                     | —                      | 29                     | —                      | 3× Платиновый | 3× Платиновый |
| Король Лев                                                                              | 27 апреля 1994  | 1                      | 3                      | 4                      | 16                     | 5                      | 1                      | 7                      | 6                      | 1                      | 1                      | Бриллиантовый | Бриллиантовый |
| Покахонтас                                                                              | 1 июня 1995     | 1                      | 19                     | 35                     | 32                     | 11                     | —                      | 79                     | —                      | 8                      | 36                     | 3× Платиновый | 4× Платиновый |
| Горбун из Нотр-Дама                                                                     | 7 мая 1996      | 11                     | —                      | —                      | —                      | —                      | 12                     | —                      | —                      | —                      | —                      | Платиновый    | Платиновый    |
| Геркулес                                                                                | 27 мая 1997     | 17                     | —                      | —                      | —                      | —                      | 28                     | —                      | —                      | —                      | —                      | Золотой       | Золотой       |
| Мулан                                                                                   | 2 июня 1998     | 25                     | —                      | —                      | —                      | —                      | 20                     | —                      | —                      | —                      | —                      | Золотой       |               |
| Тарзан                                                                                  | 18 мая 1999     | 5                      | 40                     | 9                      | 32                     | 28                     | 9                      | 6                      | 51                     | 34                     | 11                     | 2× Платиновый | 2× Платиновый |
| «—» означает запись, которая не попала в чарты или не была выпущена на этой территории. |                 |                        |                        |                        |                        |                        |                        |                        |                        |                        |                        |               |               |

### Синглы
| Название                                                                                | Англоязычный(е) исполнитель(и) | Год  | Высшие позиции в чарте | Высшие позиции в чарте | Высшие позиции в чарте | Высшие позиции в чарте | Сертификаты      | Альбом               |
| Название                                                                                | Англоязычный(е) исполнитель(и) | Год  | US                     | US AC                  | AUS                    | UK                     | Сертификаты      | Альбом               |
| --------------------------------------------------------------------------------------- | ------------------------------ | ---- | ---------------------- | ---------------------- | ---------------------- | ---------------------- | ---------------- | -------------------- |
| «Under the Sea»                                                                         | Сэмюэл Э. Райт                 | 1989 | —                      | —                      | —                      | —                      |                  | Русалочка            |
| «Beauty and the Beast»                                                                  | Селин Дион и Пибо Брайсон      | 1991 | 9                      | 3                      | 17                     | 9                      | RIAA: Золотой    | Красавица и Чудовище |
| «A Whole New World»                                                                     | Пибо Брайсон и Реджина Белль   | 1992 | 1                      | 1                      | 10                     | 9                      | RIAA: Золотой    | Аладдин              |
| «Can You Feel the Love Tonight»                                                         | Элтон Джон                     | 1994 | 4                      | 1                      | 9                      | 14                     | RIAA: Платиновый | Король Лев           |
| «Circle of Life»                                                                        | Элтон Джон                     | 1994 | 18                     | 2                      | 60                     | 11                     | RIAA: Золотой    | Король Лев           |
| «Colors of the Wind»                                                                    | Ванесса Уильямс                | 1995 | 4                      | 2                      | 16                     | 21                     | RIAA: Золотой    | Покахонтас           |
| «If I Never Knew You»                                                                   | Джон Секада и Шанис            | 1995 | 108                    | —                      | —                      | 51                     |                  | Покахонтас           |
| «Someday»                                                                               | All-4-One                      | 1996 | 30                     | 14                     | —                      | —                      | RIAA: Золотой    | Горбун из Нотр-Дама  |
| «Someday»                                                                               | Eternal                        | 1996 | —                      | —                      | 27                     | 4                      |                  | Горбун из Нотр-Дама  |
| «Go the Distance»                                                                       | Майкл Болтон                   | 1997 | 24                     | 1                      | —                      | 14                     |                  | Геркулес             |
| «I Won’t Say (I’m in Love)»                                                             | Белинда Карлайл                | 1997 | —                      | —                      | —                      | —                      |                  | Геркулес             |
| «True to Your Heart»                                                                    | 98° и Стиви Уандер             | 1998 | —                      | —                      | 73                     | 51                     |                  | Мулан                |
| «Reflection»                                                                            | Кристина Агилера               | 1998 | —                      | 19                     | —                      | —                      |                  | Мулан                |
| «You’ll Be in My Heart»                                                                 | Фил Коллинз                    | 1999 | 21                     | 1                      | 43                     | 17                     |                  | Тарзан               |
| «Strangers Like Me»                                                                     | Фил Коллинз                    | 1999 | —                      | 10                     | —                      | —                      |                  | Тарзан               |
| «Son of Man»                                                                            | Фил Коллинз                    | 2000 | —                      | —                      | —                      | —                      |                  | Тарзан               |
| «Two Worlds»                                                                            | Фил Коллинз                    | 2000 | —                      | —                      | —                      | —                      |                  | Тарзан               |
| «—» означает запись, которая не попала в чарты или не была выпущена на этой территории. |                                |      |                        |                        |                        |                        |                  |                      |